# Karl Julius Heinrich Revy

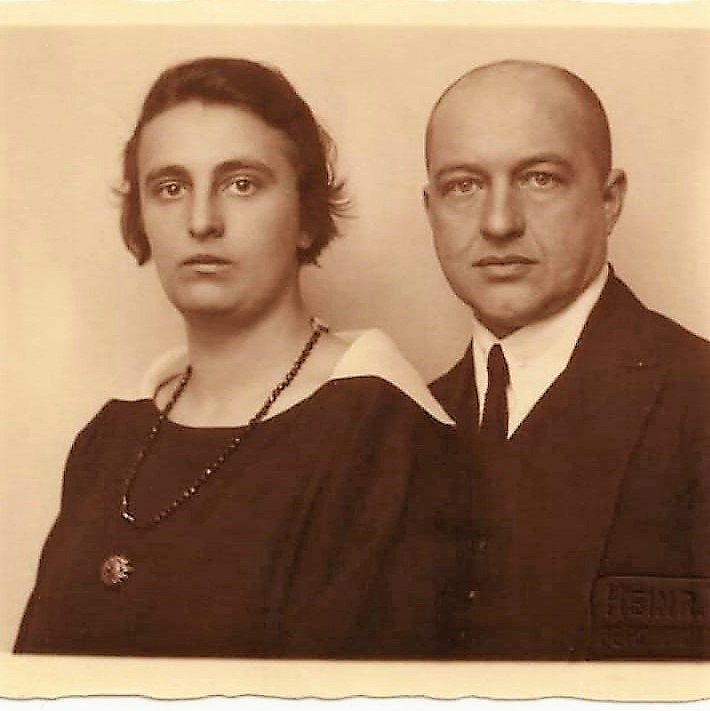
Karl Julius Heinrich Revy und seine Frau

Karl Julius Heinrich Revy (* 8. August 1883 in Föherczeglak; † 10. März 1949 in Goslar) war ein österreichischer Maler und Bildhauer.

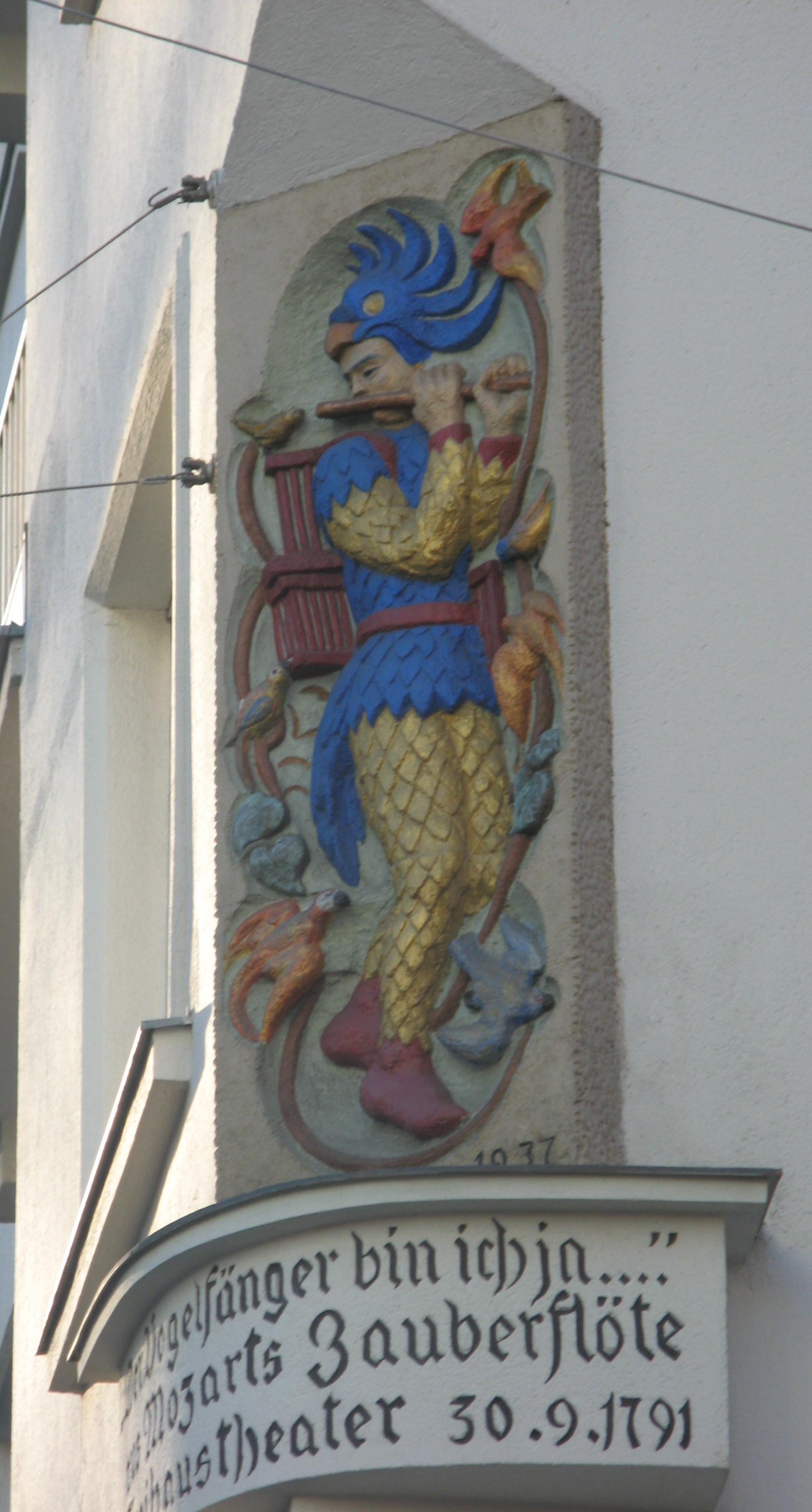
Keramikrelief in der Operngasse 26 in Wien

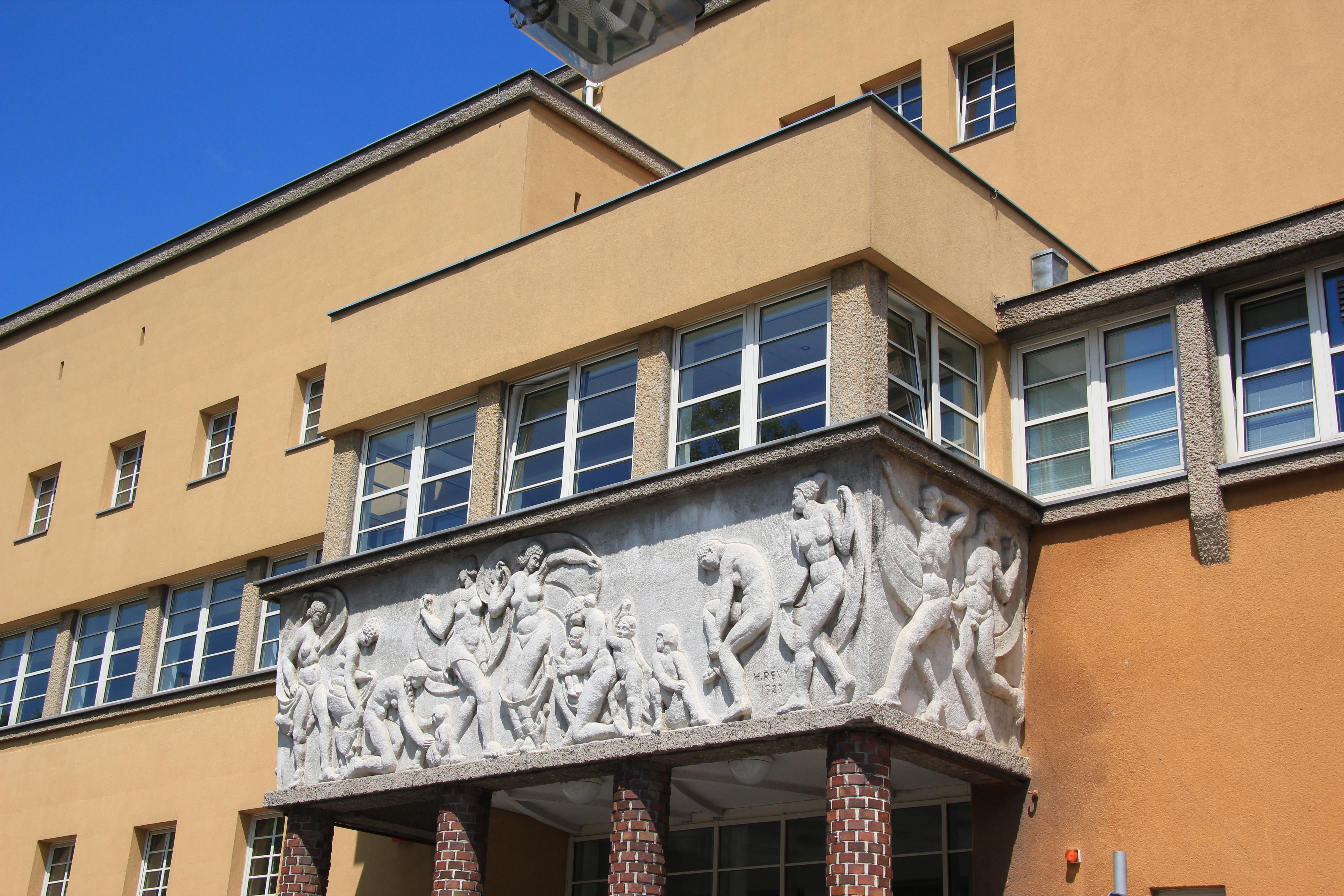
Portalrelief am Stadtbad in Mödling

## Leben
Als Sohn des Oberingenieurs Karl Révy, Enkel des Germanisten Karl Julius Schröer und Bruder des Schauspielers Richard Révy geboren, studierte Revy nach dem Besuch des Gymnasiums an der Universität Wien Geschichte, Zoologie, Deutsch, Pädagogik, Naturgeschichte und Kunstgeschichte, dann Bildende Kunst an der Kunstgewerbeschule des österreichischen Museums für Kunst und Industrie in Wien. Während seines Studiums wurde er 1905 Mitglied der Wiener Burschenschaft Silesia. Von 1906 bis 1908 studierte er an der Akademie der bildenden Künste Wien bei Siegmund L’Allemand, im Wintersemester 1908/09 bei Heinrich Lefler, im Wintersemester 1910/11 bei Alois Delug.
Revy war von 1912 bis 1922 Mitglied der Künstlervereinigung Hagenbund, von 1924 bis 1939 Angehöriger der Wiener Secession und ab 1939 beim Wiener Künstlerhaus. Im Ersten Weltkrieg war er als Kriegsmaler in Italien und Russisch-Polen tätig. Er schuf Porträts und Landschaften in Öl, Aquarelle und Radierungen. Ab 1925 war er hauptsächlich als Bildhauer tätig. Er schuf zahlreiche Hauszeichen und Grabdenkmäler in Niederösterreich.
An den Kunstwettbewerben der Olympischen Sommerspiele 1928 nahm er für Österreich mit dem Bild Les Combatteurs teil.
Revy ist am 1. August 1932 Mitglied der NSDAP (Mitgliedsnummer 1.209.215) geworden. Er wurde 1936 aufgrund der illegalen Tätigkeit für die NSDAP verhaftet und betrieb mit anderen die Gleichschaltung der Künstlervereinigungen in Österreich.
Vom 13. März bis zum 15. Oktober 1938 war Revy Bürgermeister und bis Kriegsende Ortsgruppenleiter der NSDAP der Gemeinde Brunn am Gebirge. Er flüchtete am 4./5. April 1945 mit einem gefälschten Pass (A.G. 813204) auf den Namen Heinrich von Greissing nach Goslar und lebte dort bis zu seinem Tod unter der falschen Identität.
Revy wurde bereits 1945 zur Fahndung ausgeschrieben, es folgte 1947 (mit Erneuerungen 1957 und 1960) ein Haftbefehl wegen § 1 Kriegsverbrechergesetz (KVG) aufgrund einer Tat am 3. April 1945 in Brunn am Gebirge.

## Werke (Auswahl)
- Akt. (Ölgemälde, 1913 auf der 38. Jahresausstellung im Künstlerhaus Wien ausgestellt)
- Drei Nestlinge. (Ölgemälde, 1913 auf der 38. Jahresausstellung im Künstlerhaus Wien ausgestellt)
- Bau der Marienbrücke. (1914, Ölgemälde, Historisches Museum der Stadt Wien)
- Szenen aus dem Ersten Weltkrieg. (Aquarelle, Heeresgeschichtliches Museum Wien)
- Die Fechter. (1928, Ölgemälde)
- Säbelmensur. (1928, Lithographie)
- Portalrelief. (1928, Stadtbad Mödling)
- Beim Heurigen. (1932, Sandsteinrelief, Historisches Museum der Stadt Wien)
- Saugende Hündin. (1933, Sandsteinrelief, Historisches Museum der Stadt Wien)
- Gedenktafel für das Invalidenhaus. (1936, Relief, Invalidenstraße 17 in Wien)
- Papageno. (1937, Keramikrelief, Operngasse 26 in Wien)
- Berghirsch in den Niederen Tauern. (1939 auf der Ausstellung Berge und Menschen der Ostmark im Künstlerhaus Wien ausgestellt)